# موتیا بوئنا
موتیا بوئنا (به انگلیسی: Mutya Buena) (زاده ۲۱ می ۱۹۸۵) خوانندهٔ انگلیسی است.
او قبلاً عضو گروه شوگابیبز بود.